# Miguel Colino
Miguel Ángel Colino es un bajista de rock, miembro de las bandas Extremoduro e Inconscientes. En 2001 se une a Extremoduro, banda en la que ya militaban Roberto Iniesta, "Robe" (líder, compositor, guitarrista y vocalista), Iñaki "Uoho" Antón (productor y guitarrista, por entonces también de Platero y Tú) y el batería José Ignacio Cantera. Desde entonces la formación se ha mantenido estable y han publicado cuatro discos de estudio (sin contar con el recopilatorio grandes éxitos y fracasos). En 1998 graba A puerta cerrada, primer disco de Fito & Fitipaldis, proyecto en solitario de su amigo Fito Cabrales, entonces también vocalista y guitarrista de Platero y Tú.
Desde el año 1996 hasta el año 1998 forma parte del grupo portugalujo The Flying Rebollos.
En 2006, y ante el parón compositivo de Extremoduro, Iñaki inicia el proyecto Inconscientes junto a Miguel y Cantera. A ellos se une Jon Calvo, vocalista y guitarrista de Memoria de Pez, uno de los grupos de la plantilla de Muxik, discográfica que Uoho y Robe iniciaron ese mismo año y con la que la banda ha publicado 3 discos de estudio hasta la fecha, empezando por La inconsciencia de Uoho. Tras la salida de la banda de Jon Calvo, se pone el frente de la voz Iñaki y pasan a llamarse Uoho.

## Extremoduro
Finalmente, el 25 de agosto de 2021, Robe confirmó que la productora Live Nation le había comunicado que daba por cancelada la gira de despedida de Extremoduro quedando cerrada así definitivamente la trayectoria de la banda.
- Última formación de Extremoduro
  - Roberto Iniesta – Voz y guitarra (1987-2019)
  - Iñaki Antón «Uoho» – Guitarra (1996-2019)
  - José Ignacio Cantera – Batería (1997-2019)
  - Miguel Colino – Bajo (2001-2019)